# Les Âmes câlines
Pour plus de détails, voir Fiche technique et Distribution.
Les Âmes câlines est un film français réalisé par Thomas Bardinet, sorti en 2001.

## Synopsis
Jacques, artiste peintre et grand séducteur, s'apprête à recevoir à dîner la charmante Claire. Fauché mais astucieux, Jacques a concocté un repas somptueux.
Et cela tombe bien car Claire adore les bonnes choses. Tout se présente à merveille quand, soudain, une porte claque et transforme la soirée en fiasco. Jacques va devoir changer ses plans, jouer des imprévus.
Or, ce soir là, ce sont les imprévus qui vont se jouer de lui...

## Fiche technique
- Titre : Les Âmes câlines
- Réalisation : Thomas Bardinet
- Scénario : Thomas Bardinet, Daniel Martinez et Gilles Marchand
- Production : Michel Saint-Jean
- Musique : David Hadjadj et Jérôme Rebotier
- Photographie : Antoine Roch
- Montage : Laurent Roüan
- Costumes : Marina Zuliani
- Pays d'origine :  France
- Format : couleurs - 1,85:1 - Dolby Surround - 35 mm
- Genre : comédie dramatique
- Durée : 89 minutes
- Date de sortie : 5 décembre 2001

## Distribution
- François Berléand : Jacques, un peintre quinquagénaire sans le sou qui s'apprête une soirée de rêve avec la jeune Claire
- Laetitia Coti : Claire, la charmante fille d'un commissaire aux mœurs libres
- Valérie Donzelli : Émilie, sa sœur
- Thibaut Boidin : Sébastien, un jeune homme en révolte contre sa mère, qui noue une amitié amoureuse avec Claire
- Aurore Clément : Christine, l'ex-femme de Jacques et la mère de Sébastien
- Jean-Claude Dauphin : le commissaire de police, père de Claire et Émilie
- Laure Duthilleul : Hélène, la voisine de palier de Jacques
- Micheline Presle : Juliette
- Yoann Sover : Franck
- Yahia Dikès : Kader, la patron du bar-restaurant que fréquente Jacques
- Éléonore Gosset : la jeune femme que drague Jacques à la piscine
- Jean-Marie Cornille : le père de famille amant de Claire
- Sylvie Audcoeur : son épouse trompée
- Gwenaëlle Clauwaert : la garde malade
- Emmanuel de Chauvigny : le docteur
- Philippe Saal : un technicien de la place